# Calculatrice à crosses
Pour les articles homonymes, voir Calculatrice (homonymie).

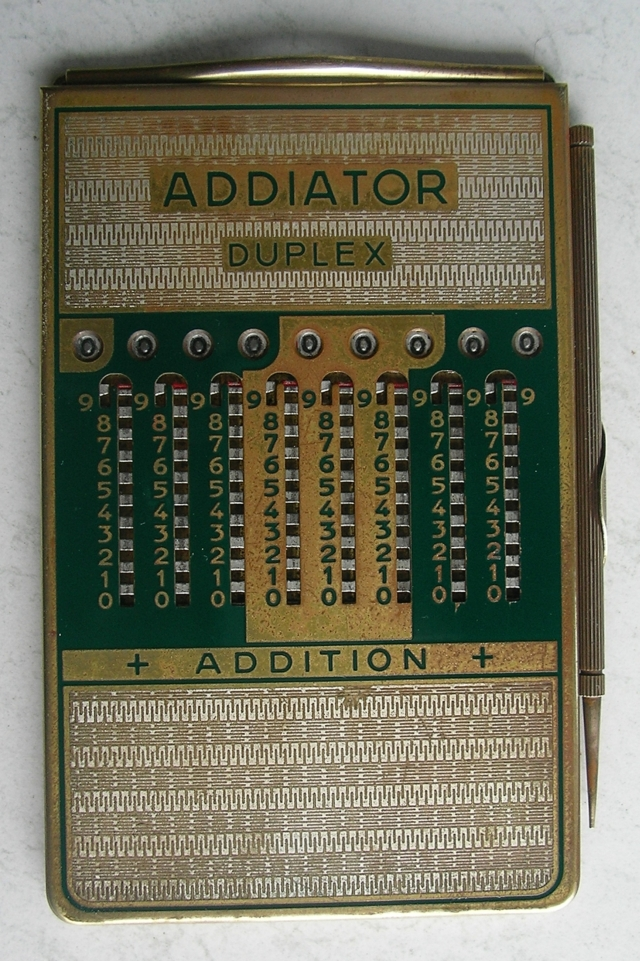
Exemple de modèle d'Addiator : cette face permet l'addition de nombres à 9 chiffres. Le stylet est visible sur le côté droit de l'appareil.

Une additionneuse à crosses  (ou machine à crosses, ou calculatrice à crosses) est un instrument de calcul permettant de réaliser des additions et des soustractions, à l'aide d'un stylet. Le mécanisme utilisé permet d'obtenir un appareil plat et portatif et gère facilement les retenues.
Contrairement à ce que son nom indique, et à ce que les revendeurs laissaient souvent croire à leurs clients, cet instrument n'est pas une machine à calculer ni une calculatrice, mais un instrument de calcul, car l'opérateur intervient dans le passage des retenues, comme avec un boulier, bien que la manœuvre soit beaucoup plus facile, il faut en convenir.
De nombreux modèles ont été fabriqués par différentes sociétés. La marque la plus populaire est l'Addiator, fabriquée par la compagnie allemande Addiator Gesellschaft entre les années 1920 et 1980.

## Mécanisme

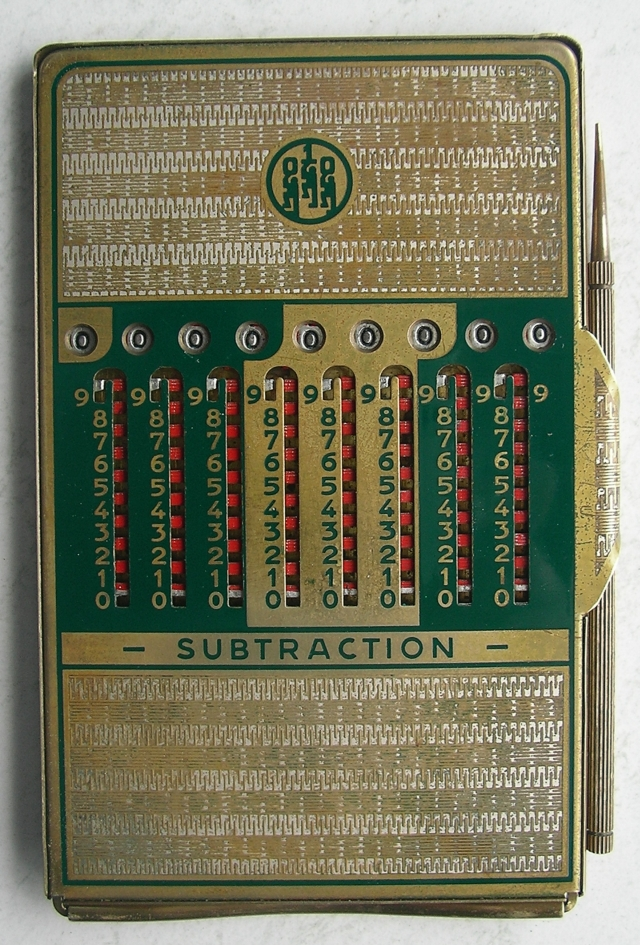
Face permettant la soustraction.

Une calculatrice à crosse est composée de feuilles de métal coulissantes intégrées dans une enveloppe de métal et manipulées à l'aide d'un stylet. La machine donne la possibilité d'effectuer des additions ou des soustractions (chacune de ces deux opérations s'effectue sur des supports distincts, par exemple sur l'une ou l'autre face de l'appareil). La zone d'opération comporte, sur la ligne supérieure, une visualisation du nombre en cours. Sous chacun des chiffres de ce nombre sont placés les chiffres 9 à 0, du haut vers le bas, avec à côté un dispositif de tirette muni d'encoches. Ces encoches servent à ajouter (ou retrancher) le chiffre correspondant au résultat. Chaque tirette possède en outre, à son sommet, une zone en forme de crosse permettant l'exécution de retenues.

## Utilisation
L'utilisateur commence par indiquer le premier nombre additionné en insérant le stylet dans l'encoche correspondant à chaque chiffre et en tirant le mécanisme jusqu'à la butée du bas. Par exemple, pour indiquer « 326 », il suffit de placer le stylet dans l'encoche « 6 » de la tirette la plus à droite et de descendre, puis de faire de même dans la tirette immédiatement à gauche avec l'encoche « 2 », puis répéter le processus avec l'encoche « 3 » juste à côté. L'appareil indique alors « 326 » dans la zone de visualisation (le totalisateur).
Pour réaliser une opération, l'utilisateur effectue les mêmes opérations avec le nombre à ajouter (ou retrancher). La seule différence provient de la possibilité d'une retenue : si après avoir descendu une tirette jusqu'en bas, le résultat dépasse 9, le totalisateur indique qu'il faut procéder à une opération de retenue (par exemple en affichant un cercle rouge au lieu d'un chiffre) : l'utilisateur doit alors, sans sortir le stylet de l'encoche, faire remonter la tirette depuis la butée du bas jusqu'au sommet puis suivre le chemin de la crosse en allant vers la gauche et en redescendant d'une unité. Cette opération permet d'augmenter (ou de diminuer) d'une unité le chiffre placé immédiatement à gauche, permettant ainsi de reporter la retenue. Certaines machines, comme la Calculating Machine de la marque Wizard, ont un code couleur sur les encoches permettant de savoir s'il y aura une retenue ou non au moment où on place le stylet dans l'encoche, économisant alors le mouvement vers le bas lors d'une retenue.
Les calculatrices à crosse permettent ainsi d'effectuer relativement rapidement des opérations avec retenue éventuelle, sans avoir à mémoriser cette dernière, le report étant systématique en suivant le protocole d'utilisation.
Sur le haut de l'appareil, une barre métallique permet de remettre à zéro le totalisateur.
La multiplication et la division sont possibles, mais de façon moins automatique. Pour multiplier 54 par 32, par exemple, il est possible d'ajouter trente et une fois le nombre 54 à lui-même (ce qui est fastidieux), ou de décomposer 32 en 2 + 3*10 : on commence par réaliser l'opération 54 + 54, ce qui donne 108. Il faut ensuite ajouter 540 + 540 + 540. Le nombre d'additions à effectuer est égal à la somme de tous les chiffres du multiplicateur moins un ; la multiplication par 99 nécessite alors 17 additions On peut s'appuyer sur la commutativité de la multiplication pour choisir le facteur multiplicateur nécessitant le moins d'opérations. Ainsi, plutôt que de multiplier 101 par 99 (101*9 + 1010*9) en 17 opérations on préfèrera multiplier 99 par 101 (99 + 9900) en une seule opération.
Sur les machines qui permettent la soustraction, on peut aussi effectuer une multiplication simplifiée : pour calculer 365 * 98, on calcule 365 * (100 - 2) soit 365 * 100 - 365 * 2 = 36500 - 365 - 365 = 35770 en deux opérations.
Lorsqu'un grand nombre d'opérations doit être effectué pour une multiplication, on peut compter les opérations déjà effectuées, sur papier, sur une autre calculatrice ou encore sur la partie gauche inutilisée de la même calculatrice du moment que le résultat n'empiète pas sur cette zone. La division est possible mais de façon complexe, en soustrayant le diviseur au dividende et en mémorisant le nombre d'opérations effectuées.

## Historique
L'idée d'utiliser des coulisses disposées côte à côte et de les manœuvrer avec un stylet remonte à 1720, quand M. CAZE réalisa un instrument constitué de réglettes qui affichaient les différents chiffres par un mouvement vers le haut où vers le bas. Cette machine ne permettait pas le report des retenues.
C'est M. Kummer, en 1847, qui introduit l'idée d'élargir les entailles (qui prendront avec Troncet la forme d'une crosse) pour agir plus simplement sur la réglette voisine afin de reporter la retenue.
En 1889, le mécanisme des calculatrices à crosse est breveté par le Français Louis Troncet, sous le nom d'Arithmographe. C'est depuis leur popularisation que le monde anglo-saxon nomme ces instruments : « troncets ». Le modèle le plus populaire, l'Addiator, est conçu à partir des années 1920 par la firme berlinoise Addiator Gesellschaft. Addiator est devenu, dans une grande partie de l'Europe, le nom commun de ces instruments.
Sur le même mécanisme sont basés différents modèles. Certains présentent simplement des nombres sans dimension, d'autres permettent de gérer des mesures non-décimales comme des pieds ou des pouces, ou pré-décimales (livres sterling, shilings et pence). La soustraction est parfois disponible, soit au dos de la machine (Addiator Duplex par exemple), soit sur un panneau additionnel, avec des tirettes allongées (Addiator Arithma par exemple), soit  avec un jeu de crosses à l'autre extrémité des tirettes. Dans tous les cas, les additions et soustractions peuvent s'enchaîner ; même avec la soustraction au dos, car les deux totalisateurs affichent toujours un total identique. Certaines versions comportent, au dos, une règle à calcul et permettent donc les quatre opérations.
L'Addiator est fabriquée jusqu'en 1982, date à laquelle la concurrence des calculatrices électroniques la rend obsolète.

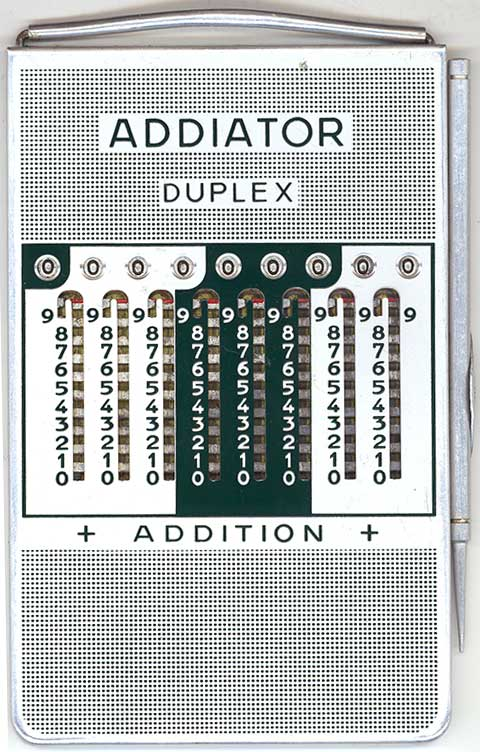
Addiator Duplex : face ne permettant que l'addition.
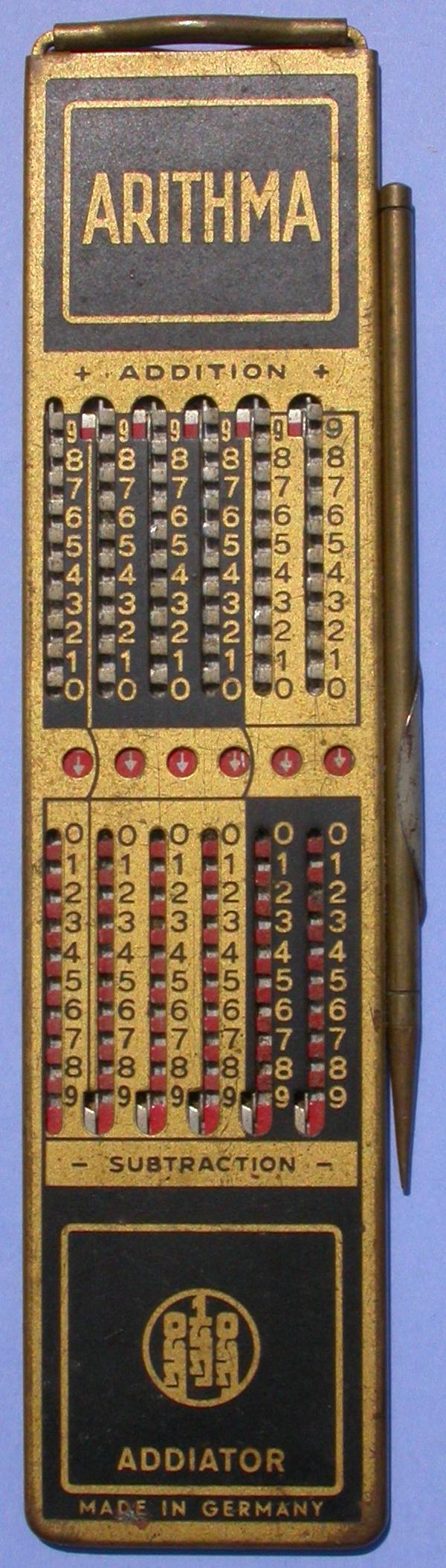
Addiator Arithma, permettant l'addition et la soustraction sur la même face, mais avec des tirettes distinctes.
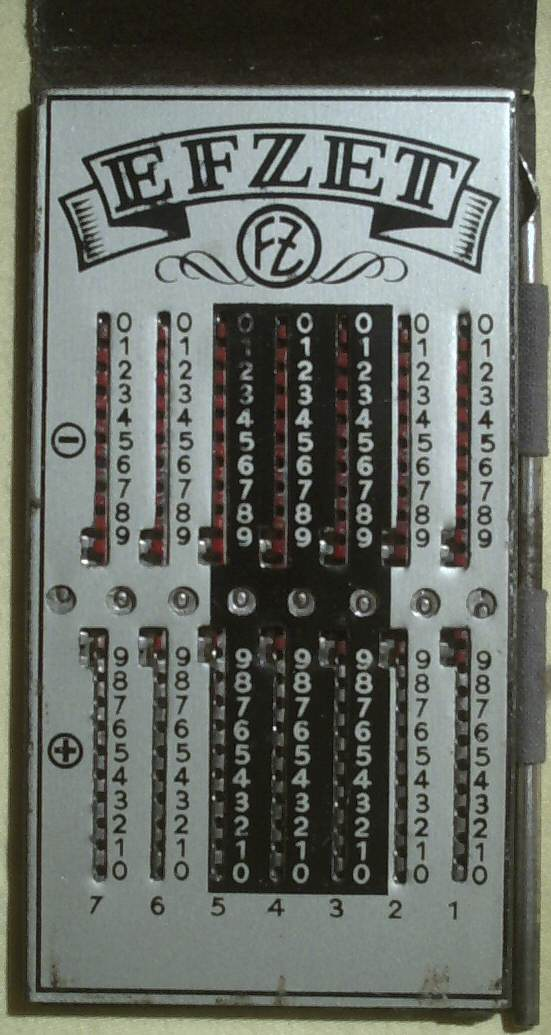
Calculatrice de la marque EFZET : l'addition et la soustraction sont également possible sur la même face, comme l'appareil précédent.
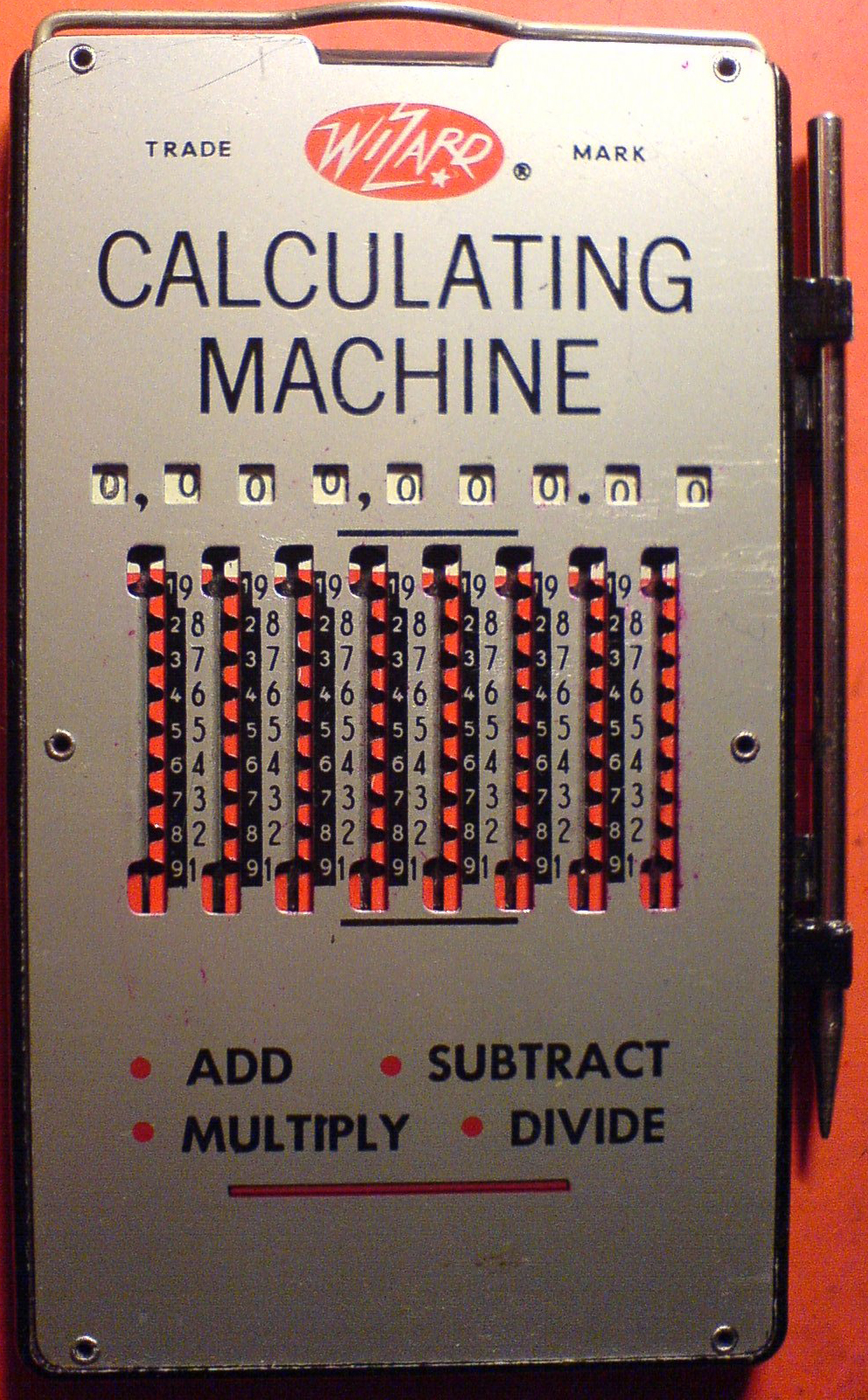
Calculating Machine de la marque Wizard : l'addition et la soustraction sont possibles en même temps, sur la même tirette, chacune possédant une crosse en haut et en bas.